# Homunculus Verlag
Der Homunculus-Verlag (eigene Schreibweise: homunculus verlag) ist ein 2015 von Sebastian Frenzel, Laura Jacobi, Philip Krömer und Joseph F. E. Reinthaler in Erlangen gegründeter Literaturverlag.

## Geschichte
Der Verlagsname leitet sich vom Homunculus ab, dem künstlich geschaffenen Menschen. Gegründet wurde der Verlag von vier ehemaligen Studenten der Friedrich-Alexander-Universität Erlangen-Nürnberg. Zum 1. Juli 2021 verließ Mitgründer Philip Krömer den Verlag.

## Verlagsprogramm
Im homunculus verlag erscheinen Bücher aus den Bereichen Belletristik und Sachbuch mit den Schwerpunkten europäische Literatur in Übersetzung (lit*europe) und jüdische Literatur und Kultur (oi!). Darüber hinaus veröffentlicht er verschiedene Jahreskalender. Der Verlag versteht sein Programm als interkulturell. Von 2016 bis 2018 erschien die Literaturzeitschrift Seitenstechen.

## Autoren
Zu den deutschsprachigen Gegenwartsautoren des Verlages zählen u. a. Slata Roschal, Uwe von Seltmann, Lena Anlauf und Vitali Konstantinov, Tobias Roth und René Frauchiger. Fremdsprachige Gegenwartsautoren sind Stanka Hrastelj (Slowenien), Hana Lehecková (Tschechien), Juhani Karila (Finnland), Lucie Faulerová (Tschechien), Flavius Ardelean (Rumänien), Paavo Matsin (Estland), Rob van Essen (Niederlande), Des Weiteren veröffentlichte der homunculus verlag Werke von und über Mordechai Gebirtig, Carl Einstein, Auguste Hauschner, Joseph von Hazzi, Heinrich Spoerl, Charles Dickens uvm. Die im Programmschwerpunkt lit*europe erschienenen Werke aus kleinen europäischen Sprachräumen übersetzten Maximilian Murmann, Ulrich Faure, Eva Ruth Wemme, Julia Miesenböck, Metka Wakounig und Hana Hadas.

## Auszeichnungen
- 2016: IHK-Kulturpreis der mittelfränkischen Wirtschaft in der Sparte Literatur[6]
- 2020: Verlagsprämie des Freistaats Bayern für Der Fluch des Hechts (Juhani Karila, übers. Maximilian Murmann)[7]
- 2022: Deutscher Verlagspreis[8]